# لودفيغ ويلهلم مورر
لودفيغ ويلهلم مورر (بالألمانية: Ludwig Wilhelm Maurer)‏ هو موزع وملحن ألماني، ولد في 2 فبراير 1789 في بوتسدام في ألمانيا، وتوفي في 25 أكتوبر 1878 في سانت بطرسبرغ في روسيا.

## وصلات خارجية
- لودفيغ ويلهلم مورر على موقع ميوزك برينز (الإنجليزية)